# Buéa
Buéa ou Buea est une ville du Cameroun, chef-lieu de la région du Sud-Ouest. Ancienne capitale du Cameroun allemand (1901-1914), du Cameroun britannique (Cameroun méridional) (1922-1961) et du Cameroun occidental (1961-1972), elle est située dans le département du Fako à 1 000 m d'altitude au pied du Mont Cameroun, volcan en activité.
Le gouvernement colonial allemand, attiré par le climat plus frais comparé à la chaleur tropicale de Douala, en a fait la capitale de la colonie du Kamerun de 1901 à 1914. Le Gouverneur allemand Jesko von Puttkamer y fit bâtir une somptueuse résidence, véritable château immense dont l’architecture plutôt bavaroise paraît saugrenue dans ce décor tropical. Le Palais du Gouverneur, de nos jours résidence présidentielle du chef d'Etat camerounais, est une véritable attraction de cette ville aux allures britanniques. Le Mont Cameroun constitue de plus une attraction touristique très prisée.

## Histoire

### Période précoloniale
À partir du XVIIe siècle, les pentes fertiles du Mont Cameroun sont cultivées par les agriculteurs bakweri. Buea était le nom d'un village bakweri au même endroit que l'actuelle ville[réf. nécessaire]. 

### Colonisation allemande

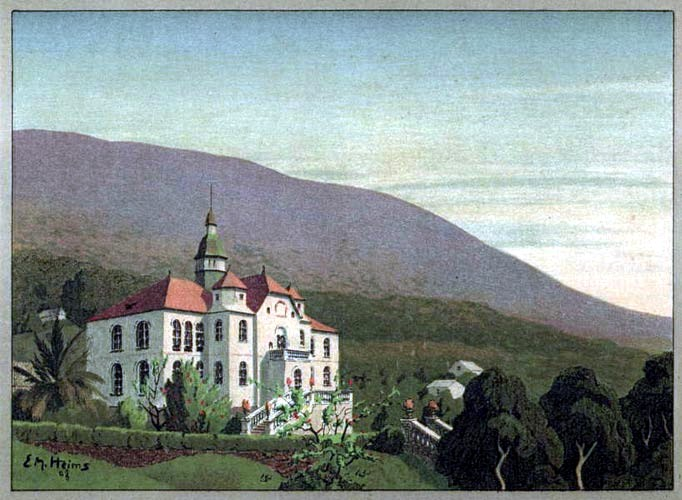
Palais gouvernemental (1909).

L'administration coloniale allemande a vite compris l'importance stratégique du lieu et par conséquent a lancé une campagne militaire en 1891 afin d'occuper le village. Cette première attaque fut un échec et ce n'est qu'en 1894 que le pouvoir colonial a pu s'établir au pied du mont Cameroun. La ville devient la résidence du gouverneur allemand dès 1901 jusqu'au début de la Première Guerre mondiale en 1914. Dans ce point il existe un malentendu très populaire au Cameroun qui rapporte le changement de la capitale coloniale de Buéa vers Yaoundé pour l'année 1909. En réalité, après les dégâts de la grande éruption volcanique du Mont Cameroun le 26 avril 1909, l'administration coloniale s'est retirée vers Douala. L'erreur vient du très populaire livre Histoire du Cameroun d'Engelbert Mveng de 1963 et a été reproduite ensuite dans le curriculum des établissements scolaires du pays,.  

### Colonisation britannique

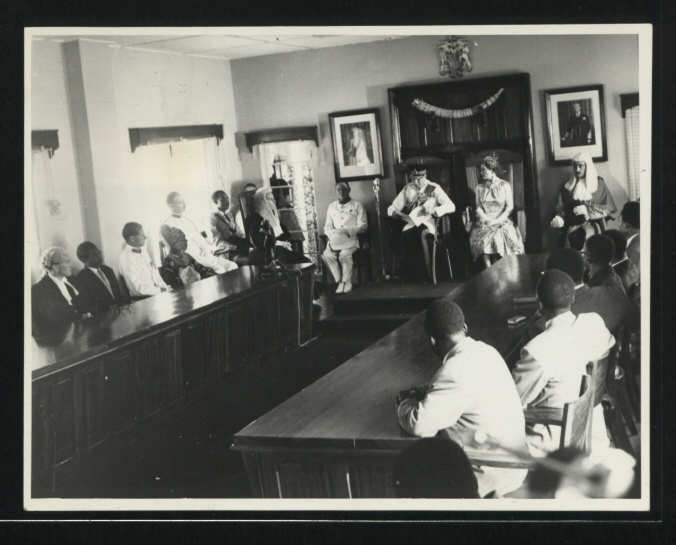
Visite de Son Altesse Royale le Duc et la Duchesse de Gloucester, alors Henry de Gloucester et Alice Montagu-Douglas-Scott à la Chambre d'Assemblée en 1959.

Après la Première Guerre mondiale, le Royaume-Uni reçoit un mandat de la part de la Société des Nations (SDN) pour administrer la partie occidentale de l'ancienne colonie allemande, à la frontière du Nigeria.
En 1922, Buéa devient la capitale du Cameroun britannique dont sa partie méridionale ainsi que la résidence du commissaire britannique. La ville de Buéa et l'actuelle région du Sud-Ouest sont restées sous administration britannique jusqu'au rattachement du Cameroun méridional au Cameroun indépendant, le 1er octobre 1961.

### Époque post-coloniale
C'est à Buéa, le 1er octobre 2011, qu'est célébré le Cinquantenaire de la Réunification.  

#### Crise anglophone au Cameroun

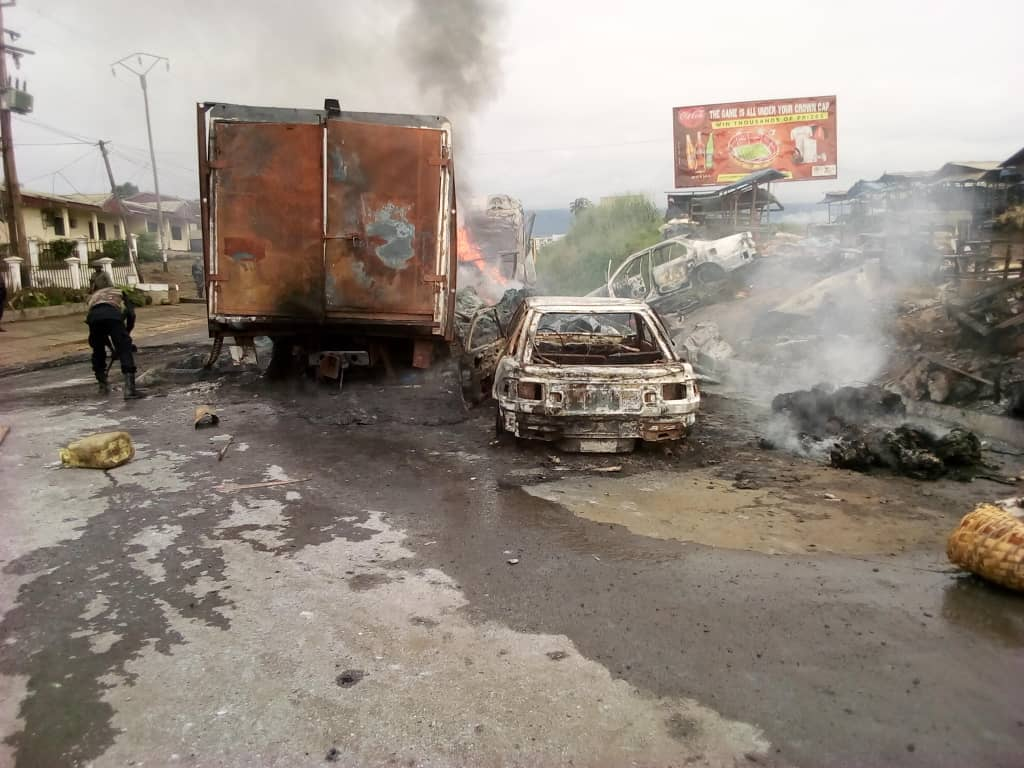
Véhicules incendiés après des affrontements à Buéa, le 11 septembre 2018.

Pendant la crise anglophone au Cameroun, les séparatistes désignent la ville comme capitale de l'Ambazonie et tentent de s'en emparer. Dans la nuit du 30 juin au 1er juillet 2018, un commissariat de police est attaqué par des hommes armés à Buéa. Peu après, les assaillants ont attaqué et saccagé une station-service à proximité. Le 9 juillet 2018, des affrontements ont lieu à Buéa, où plusieurs hommes armés ouvrent le feu sur les forces gouvernementales, qui ripostent, lors d'affrontements qui durent plusieurs heures. Deux policiers sont tués. Le 10 juillet 2018, la situation reste tendue dans la ville, où des tirs sont de nouveau entendus dans la matinée. Le 11 septembre 2018, au petit matin, des hommes armés bloquent l'accès à la ville. Ils érigent des barricades à l'aide d'étals de marché et de pneus de voitures sur lesquels ils allument d'énormes brasiers. L'intervention de la police et des forces de sécurité les contraint à se replier après une vive confrontation, faisant un mort parmi les policiers et au moins quatre parmi les assaillants.   

## Géographie
La ville située sur le versant oriental du Mont Cameroun est desservie par la route nationale 8 à 70 km à l'ouest de Douala. Le centre-ville se trouve à une altitude comprise entre 800 et plus de 1 000 m (1 020 m au palais du gouverneur). Le territoire communal s'étend au niveau de 11 m dans la plaine du Mungo à plus de 4 000 m au sommet du Fako. C'est une des villes qui a une pluviométrie parmi les plus élevées du monde[réf. nécessaire], son climat est frais par rapport à celui du reste du pays[réf. nécessaire].
| Mbonge | Muyuka   |         |
| Idenau | Buéa     | Tiko    |
|        | Limbé II | Limbé I |

## Politique et organisation administrative

### Liste des maires
Les maires de Buéa se succèdent depuis la création de la municipalité en juin 1977. L'arrondissement est instauré en 1983.
| Période | Période | Identité             | Étiquette | Qualité |
| ------- | ------- | -------------------- | --------- | ------- |
| 2007    | 2013    | Mbella Mboki Charles |           |         |
| 2013    | 2019    | Ekema Patrick Esunge | RDPC      |         |
| 2019    | 2020    | John Efande Lyonga   | RDPC      |         |
| 2020    |         | David Mafani Namange | RDPC      | avocat  |

### Quartiers et villages
La ville compte quatre zones urbaines : Buéa Station, Great Soppo, Molyko et Muea. La commune de Buéa étendue sur 870 km2 est divisée en quatre secteurs : Bojongo, Buéa Town (Bokwaongo), Muea et Buéa Rural (Bonakanda) et 67 villages dont, :

### Buéa Town
- Bokoko
- Bokwaongo
- Bulu
- Clerk's Quarter
- Federal Quarters
- Government Residential Area
- Great Soppo
- Mokunda
- Molyko
- Old-Government Station
- Small Soppo-Wonganga
- Bonduma
- Strangers East
- Strangers West I (Babuti)
- Strangers West II (Bonaberi)
- Vasingi
- Wokoko
- Wokeka
- Wolikawo
- Wondongo-Wanyamolio
- Wonyaemongo
- Wotolo
- Small Soppo-Woteke
- Small Soppo-Wovila
- Wonyalyonga

### Buéa Rural
- Bonakanda
- Bova I
- Bulu
- Bwassa
- Bwiyuku
- Lower Bolifamba
- Mevio

### Bojongo
- Boana
- Bonjongo
- Ekonjo Village
- Ewongo
- Wututu

### Muéa
- Boanda
- Bokwai
- Bomaka
- Bolifamba
- Bonakanda
- Dibanda
- Ekande
- Liongo
- Lower Bokova
- Lower Muea
- Lysoka
- Maumu
- Muangai
- Mussaka
- Sasse
- Upper Muéa
- Wokaka

### Chefferies traditionnelles
L'arrondissement compte 73 chefferies traditionnelles de 3e degré, 3 chefferies de 2e degré et une chefferie de 1er degré reconnues par le ministère de l'administration du territoire et de la décentralisation :
- Chefferie Bakweri de Buéa, 1er degré
- 842 : Chefferie Upper Muéa, 2e degré
- 843 : Chefferie Great Soppo, 2e degré
- 844 : Chefferie Bojongho, 2e degré

Le Dr Robert Esuka Endeley, couronné en mars 2022 est présenté comme le 7e dirigeant de la chefferie supérieure Bakweri de Buéa

### Consulat et représentation étrangère
En 2021, un pays : le Nigeria est représenté à Buéa par un consulat général.

## Population et société

### Démographie
Lors du recensement de 2005, la commune comptait 131 325 habitants, dont 90 090 pour Buéa Ville. L'évolution de la population urbaine est relevée par les travaux du département de Géographie de l'Université de Montréal et par l'Orstom. Selon une estimation de l'accroissement de population de 5 %, la ville atteindrait près de 200 000 habitants en 2020.
| 1925   | 1953  | 1964  | 1967   | 1970   | 1976   | 1987   | 1998   | 2005   |
| ------ | ----- | ----- | ------ | ------ | ------ | ------ | ------ | ------ |
| 10 533 | 3 126 | 9 014 | 10 838 | 20 000 | 24 584 | 32 871 | 46 897 | 90 090 |

### Enseignement secondaire
L'arrondissement de Buéa compte 15 établissements secondaires publics dont 9 lycées et 6 collèges, 13 sont anglophones et deux bilingues.
- CES de Bolifamba Mile 16
- CES de Dibanda
- CES de Liongo
- CES de Wokeka
- CETIC de Bova
- CETIC de Lysoka
- Lycée bilingue de Molyko-Buea
- Lycée bilingue de Muea-Buea
- Lycée de Bojongo-Buea
- Lycée de Bomaka-Buea
- Lycée de Buéa
- Lycée de Buea Rural
- Lycée de Buéa Town
- Lycée de Great-Soppo Buea
- Lycée technique de Molyko Buea

L'enseignement secondaire privé, notamment confessionnel est représenté par :
- St. Joseph's College, Sasse
- Baptist High School
- Bishop Rogan College, Soppo

Buéa est aussi le siège du bureau principal du Cameroon GCE Board, l'organisme qui se charge d'organiser les examens de fin d'année.

### Enseignement supérieur et professionnel

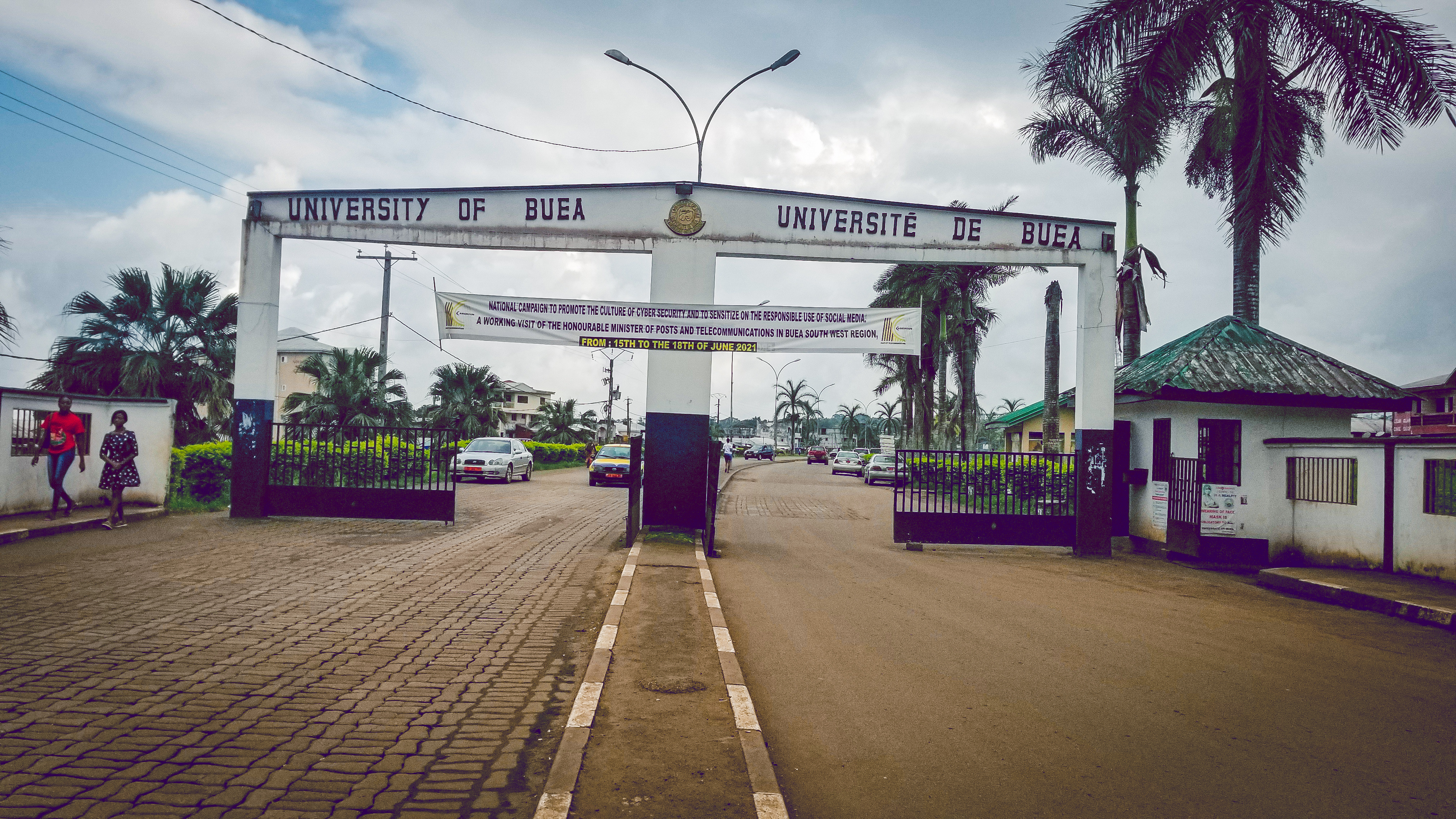
Université de Buéa.

La ville est le siège de l'une des 11 universités d’État du Cameroun, l'Université de Buéa fondée en 1993 compte 7 facultés. Buéa est une ville universitaire qui compte outre l'université de Buéa de nombreux instituts et établissements d'enseignement supérieur et d'enseignement professionnel publics et privés. 
- École Nationale Supérieure des Travaux Publics (ENSTP)
- Biaka University Institute Buea (BUIB)
- Catholic University Institute of Buea
- Saint Monica University
- University College of Technology
- Trustech Institute of Technology
- Buea Institute of Technology
- PanAfrican University Institute Buea.
- Higher Institute of Management Sciences
- Bishop Rogan College, Soppo
- Fotabe Universal Higher Institute of Cameroon
- Fotabe Entrepreneurial leadership academy
- Government Teacher's Training College
- École nationale de l'administration pénitentiaire (ENAP)

### Cultes

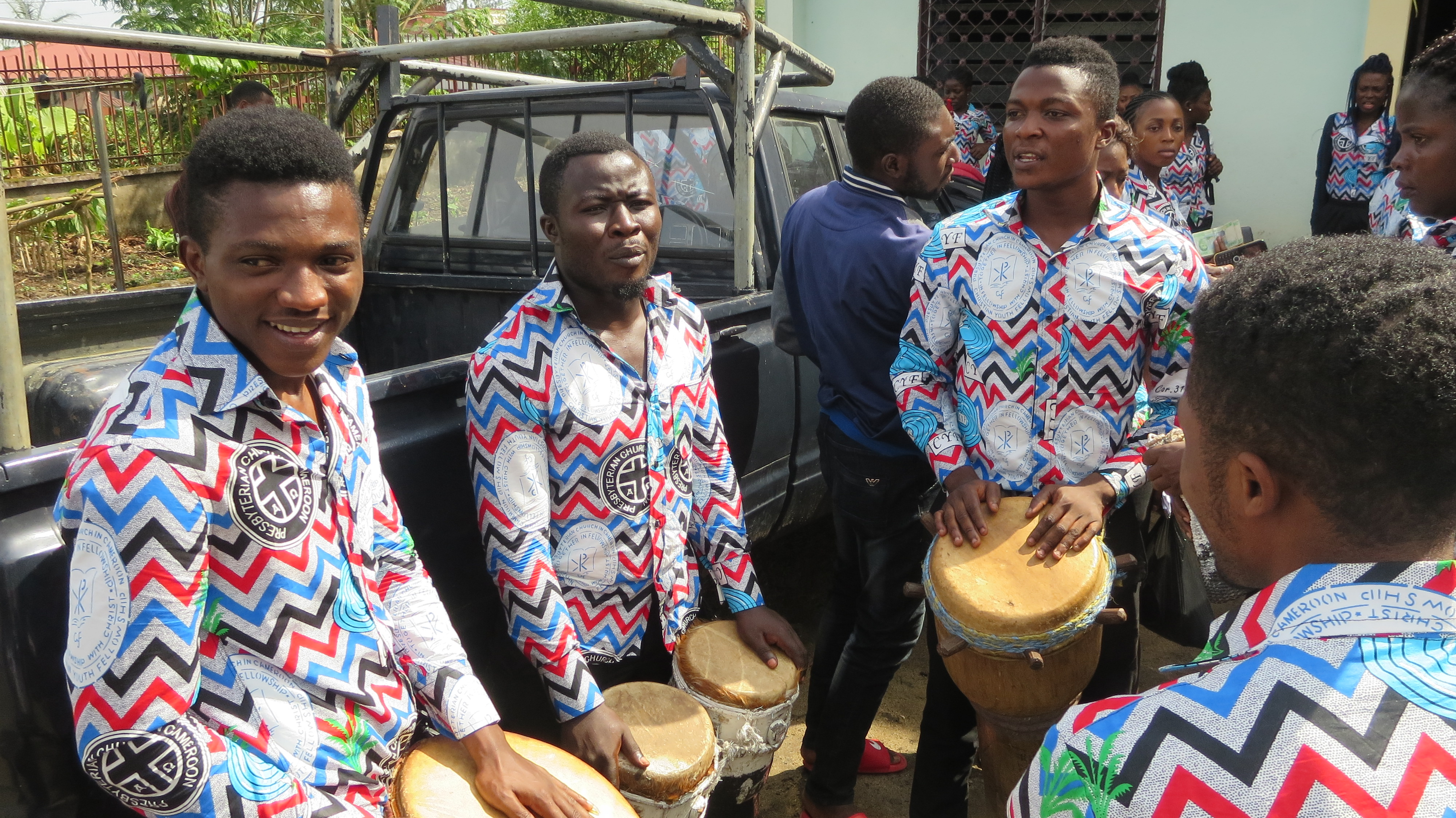
La jeunesse chrétienne de Buéa

Plusieurs lieux de culte sont présents dans la ville tels les églises et les temples protestants : salle du royaume des témoins de Jéhovah, Buéa parish de l'EEC (Église évangélique du Cameroun), Presbyterian Church à Bomaka. La cathédrale Regina Pacis de Buéa est le siège du diocèse catholique de Buéa érigé en 1950, il est suffragant de l'archidiocèse de Bamenda. La ville est le siège du synode de l’Église presbytérienne du Cameroun (Presbyterian Church in Cameroon), plus influente église protestante du Cameroun anglophone. Par ordre d'importance les cultes sont ; catholiques, presbytériens, baptistes, charismatiques, autres chrétiens protestants, animistes et religions traditionnelles puis musulmans.
- Diocèse de Buéa
- Liste des évêques de Buéa
- Cathédrale Regina Pacis de Buéa

### Sports

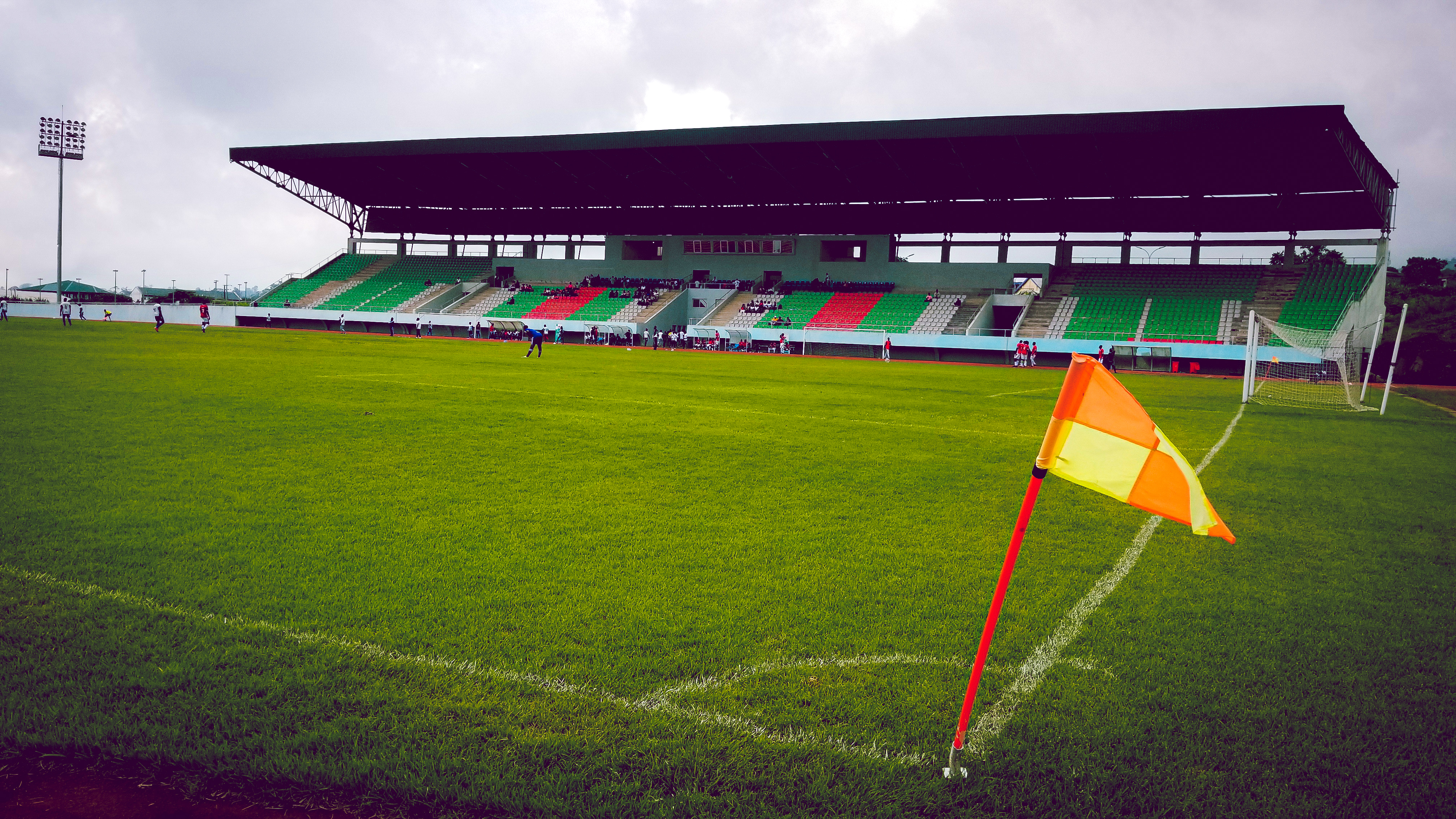
Le Molyko Omnisport Stadium.

Les clubs de football du Mont Cameroun FC, Buea United FC, Continental Football Academy, Dymanic FC de Buea, Prisons FC of Buea et University of Buea FC évoluent en Ligue régionale du Sud-Ouest (Southwest Regional League, 3e division) en 2021. Le Stade de Molyko (Molyko Omnisport Stadium) affiche 3200 places.
La Course de l'espoir (Mount Cameroon Race of Hope) est une épreuve d'athlétisme de près de 42 km, d'ascension du Mont Cameroun, elle se déroule annuellement au mois de février. 

### Médias
Plusieurs stations de radio locales couvrent le territoire communal :
- CRTV Buéa
- Radio Bonakanda
- MCFM Buéa
- Médiafrique FM
- CBS Radio
- Revival Gospel Radio
- Divine Mercy Radio

### Langues
La langue véhiculaire est l'anglais. Le français est très peu parlé.

## Environnement
La partie occidentale de la commune fait partie du parc national du mont Cameroun.

## Transports
- Route nationale 8 : lien au sud avec Mutengene sur la route nationale 3 (axe Douala - Limbé).
- Route nationale 8 : lien au nord avec Kumba par Muyuka.
- Route nationale 8A, D 61, Iya Avenue : relie le centre de Buéa à la RN8 à Bolifamba.
- Route provinciale P32 ou Tea Road (route du thé), relie la D61 en centre-ville à Bonadikombo au sud sur la RN 3 (axe Douala - Limbé) via Small Soppo et les plantations de thé de Tolé et Saxenhof.

La ville est desservie par des liaisons interurbaines par bus et par une gare routière à Mile 17.
L'Aéroport international de Douala (à 72 km via N3) dispose de liaisons régulières ouvert au trafic aérien international de passagers.
L'Aéroport de Tiko (17,6 km via N8 et N3) est un terrain d'aviation n'accueillant pas de vols réguliers en 2021.

## Économie

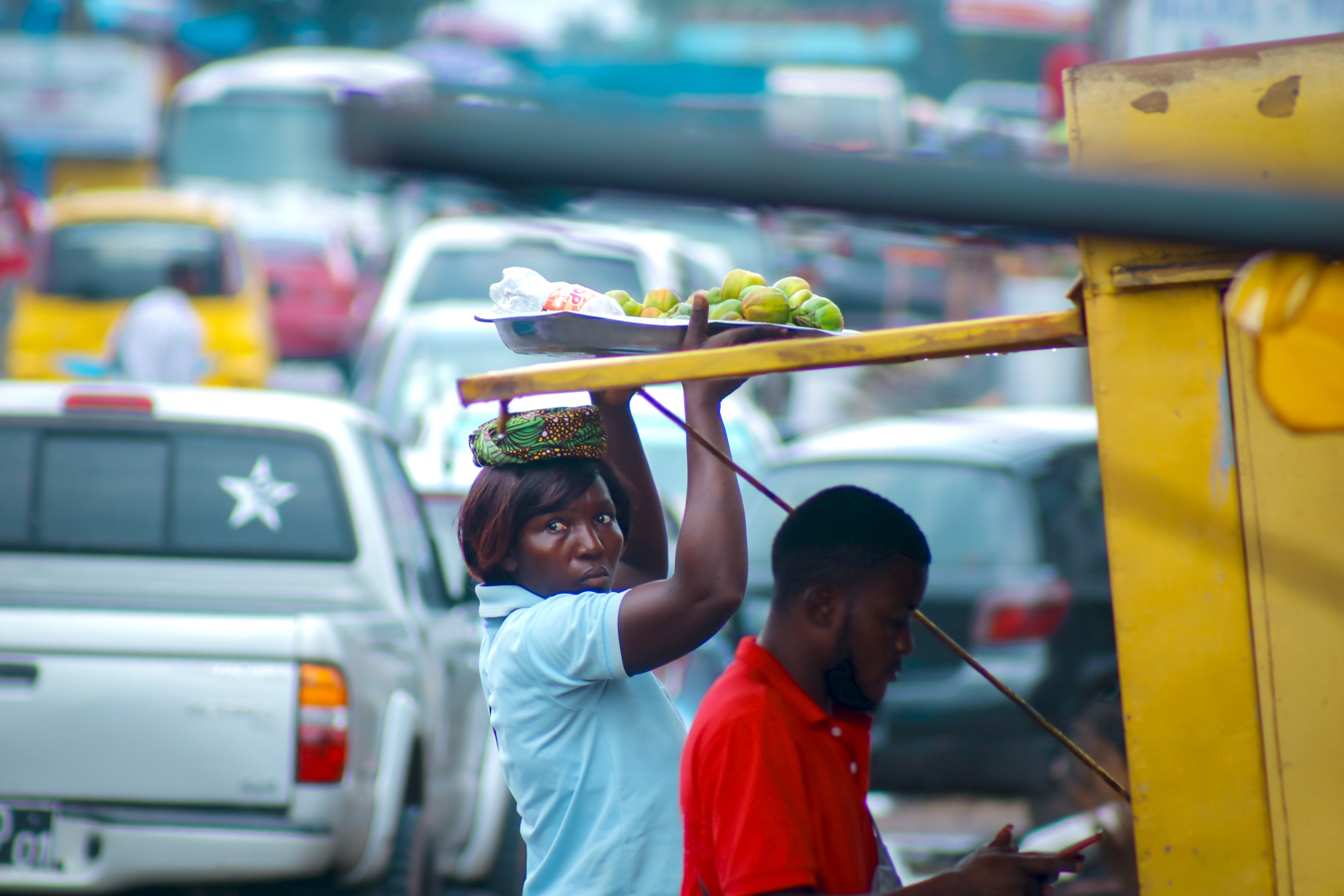
Vendeuse de rue à Buéa.

On ne peut pas parler du Cameroun sans parler du pétrole avec les raffineries de la Sonara près de Limbé et la Socata pour le traitement du caoutchouc.
La plantation de thé de Tolé établie en 1928, est gérée depuis 2002 par la Cameroon Tea Estates (CTE). Elle est située à proximité de Bwiyuku sur la route du thé (Tea Road), au sud de la ville sur l'axe Buéa-Limbé, elle s'étend sur plus de 300 hectares. 

## Culture
Buéa est également avec la ville voisine de Limbé le centre névralgique du cinéma camerounais anglophone aux débuts très prometteurs.
Buéa a longtemps abrité le site de l'Alliance franco-camerounaise, qui est une référence culturelle locale et régionale[réf. nécessaire]. Le site de l'Alliance qui est situé dans un environnement de verdure sur une petite butte, héberge de nombreuses activités telles qu'une médiathèque, une salle de spectacles, un cybercafé, un théâtre de verdure, une cafétéria, un terrain de beach volley, de nombreux clubs (art, santé, danse, théâtre...), des concerts, des expositions, des animations jeunesse, des cours de langues, d'informatique, de peinture.

## Tourisme

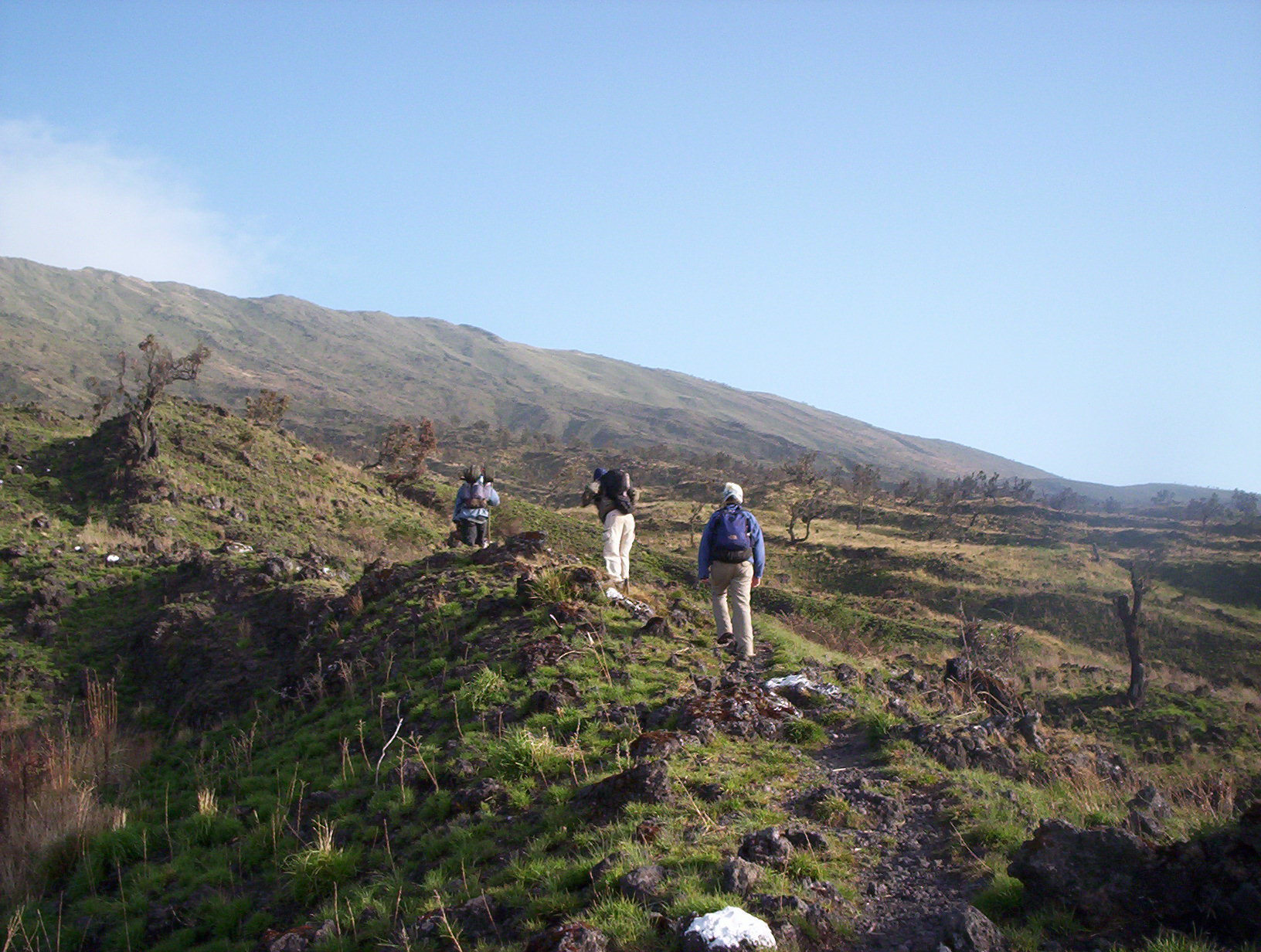
Des touristes sur le Mont Cameroun à Buéa

Buéa est situé à 80 km de Douala soit 1h 30 de route en direction de l'Ouest vers Limbé.
Mis à part le palais du gouverneur von Puttkamer, qui date de l'époque allemande, la ville de Buéa possède un intérêt touristique réduit. Il s'agit en effet d'une "ville-rue" dont la plupart des constructions sont contemporaines. On peut noter cependant que c'est un bon point de départ pour l'escalade du Mont Cameroun (2 jours A/R, avec un guide local).
C'est une des villes qui a une pluviométrie parmi les plus élevées du monde[réf. nécessaire].
Située à une altitude moyenne de 1 000 m, son climat est frais par rapport à celui du reste du pays[réf. nécessaire].
Buéa compte un bon nombre d'hôtels de classes différentes dotés d'un restaurant et certains même d'un night-club.

Buéa possède un Office Intercommunal d'ÉcoTourisme, qui est une structure pionnière au Cameroun[réf. nécessaire]. Ils proposent des randonnées montagnardes, des excursions et autres prestations. Cet office est sous la tutelle du ministère du Tourisme et est appuyé par le Service allemand de Développement et l'Agence allemande pour la coopération technique.

Monument de la Réunification à Buéa

À 30 minutes plus à l'Ouest se trouve le petit port de Limbé ainsi que quelques kilomètres plus loin, de longues plages de sable volcanique.
Les chutes d'Ekombe sont proches de Buéa.
Le Jardin botanique de Limbé, qui est le deuxième d'Afrique[réf. nécessaire], les coulées de lave de la dernière éruption de 1999, les plantations de palmiers à huile, le fumage du poisson à Idenau, ancien port de l'époque allemande.
Limbé possède aussi un zoo présentant des Mandrill, des Gorilles et des Chimpanzés. Les reptiles eux sont représentés par les crocodiles d'Afrique et les pythons.

## Personnalités nées à Buéa
- Martin Zachary Njeuma (1940-2010), homme politique
- Dorothy Njeuma (1943-), femme politique
- Sarah Etonge (1967-), marathonienne
- Simon Moleke Njie (1973-2008), journaliste, écrivain et militant anti-raciste
- Ernest Etchi (1975-), footballeur
- Samuel Ojong (1980-), footballeur
- Charley Roussel Fomen (1989-), footballeur
- Daphne (née en 1989), chanteuse
- Laura Onyama (née en 1992), actrice
- Clinton Njie (né en 1993), footballeur
- Nsang Dilong (né en 1994), actrice
- Zacharie Nkwo (mort en 2017), journaliste

## Galerie

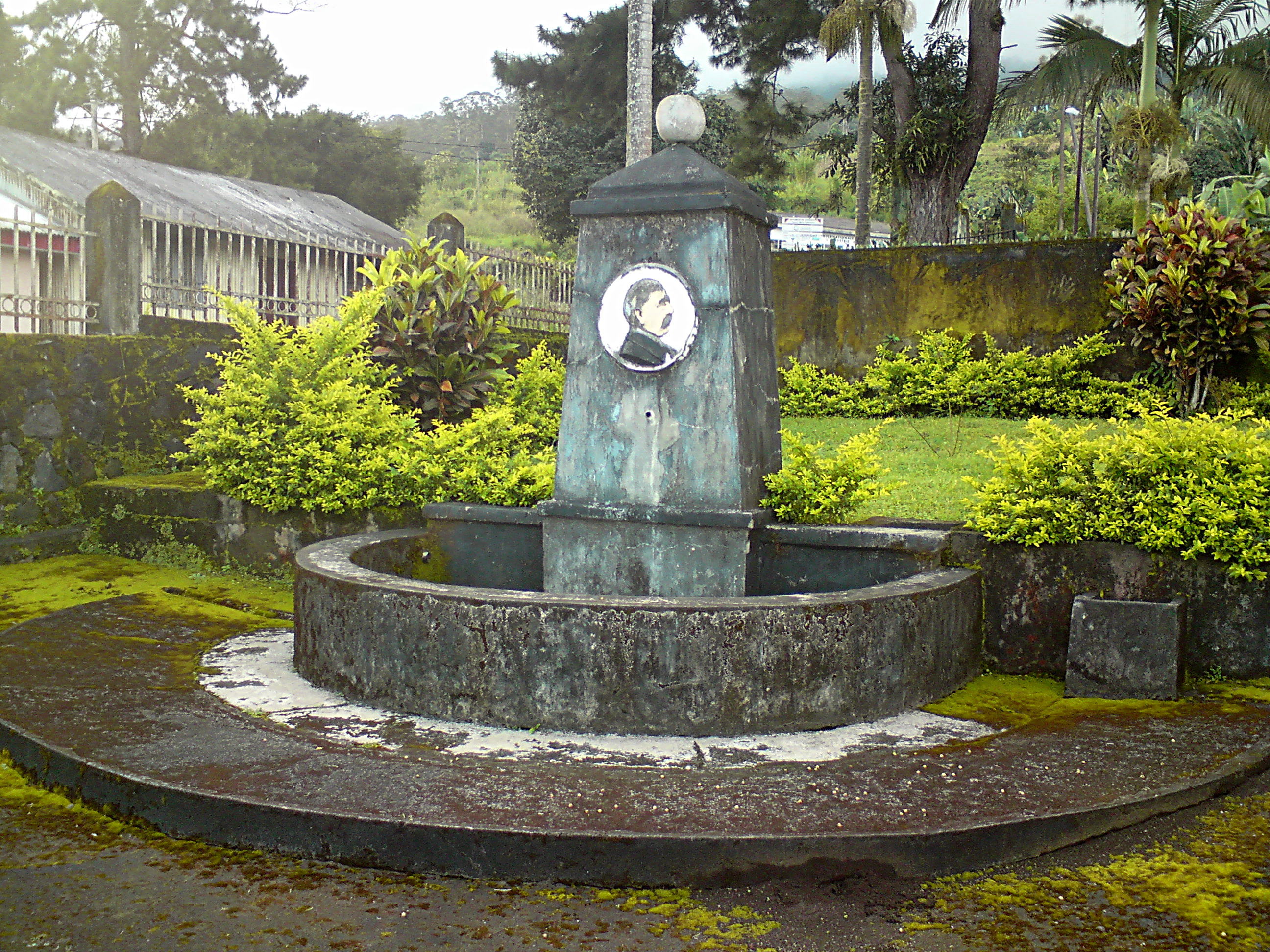
Fontaine de Bismarck
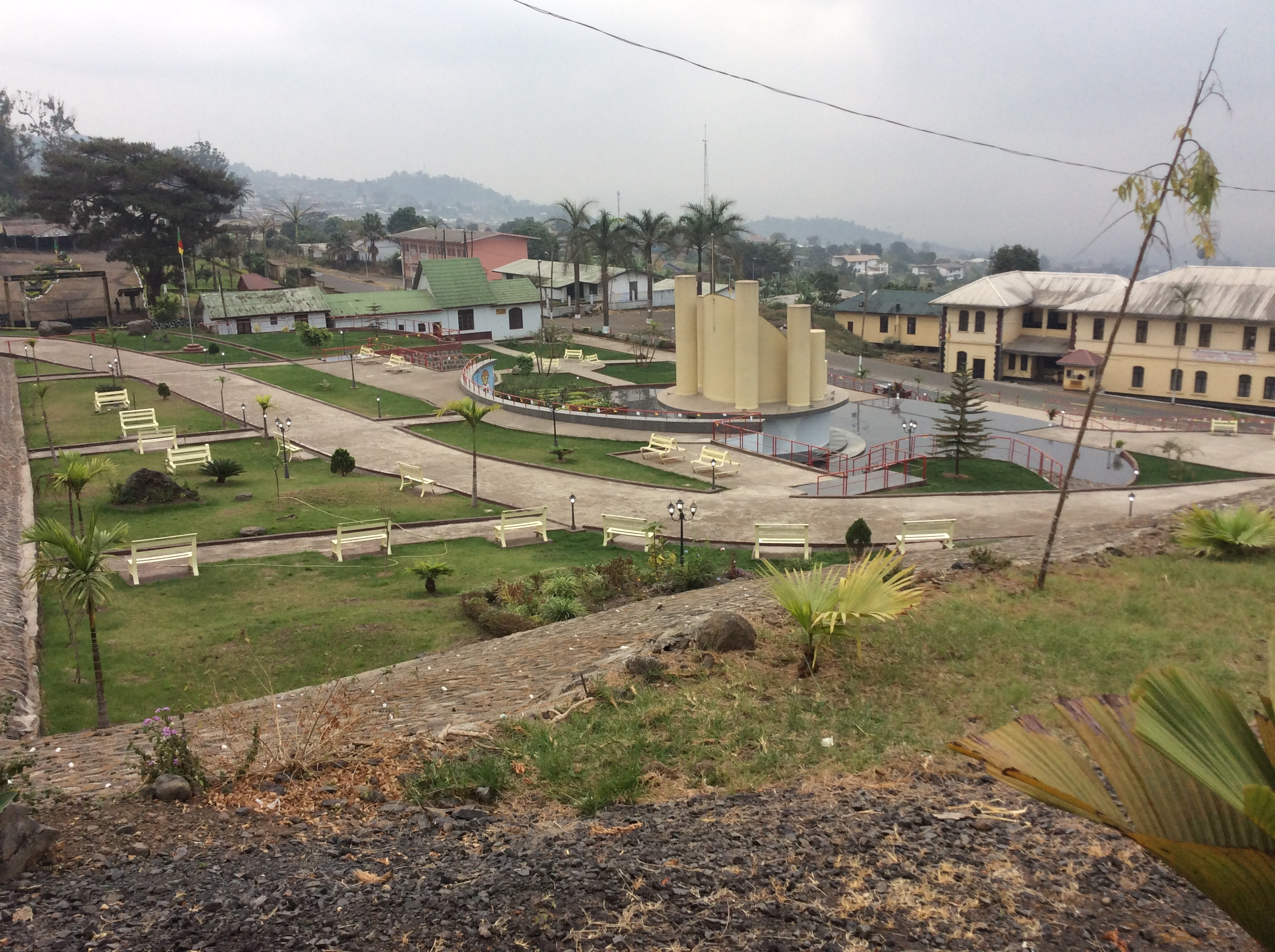
Monument de la Réunification, Buéa
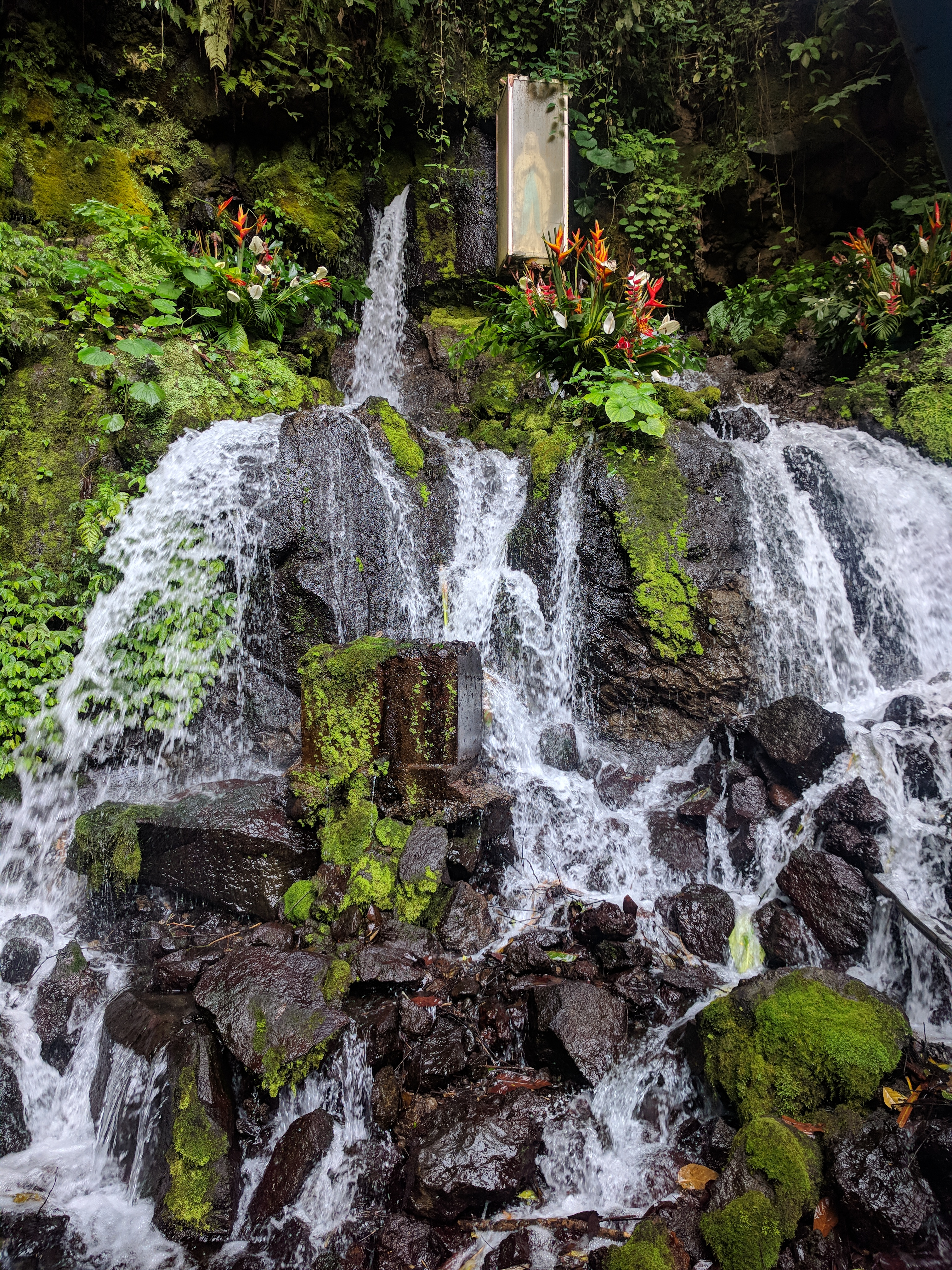
Notre-Dame de Grace Gretto, Sasse-Buea
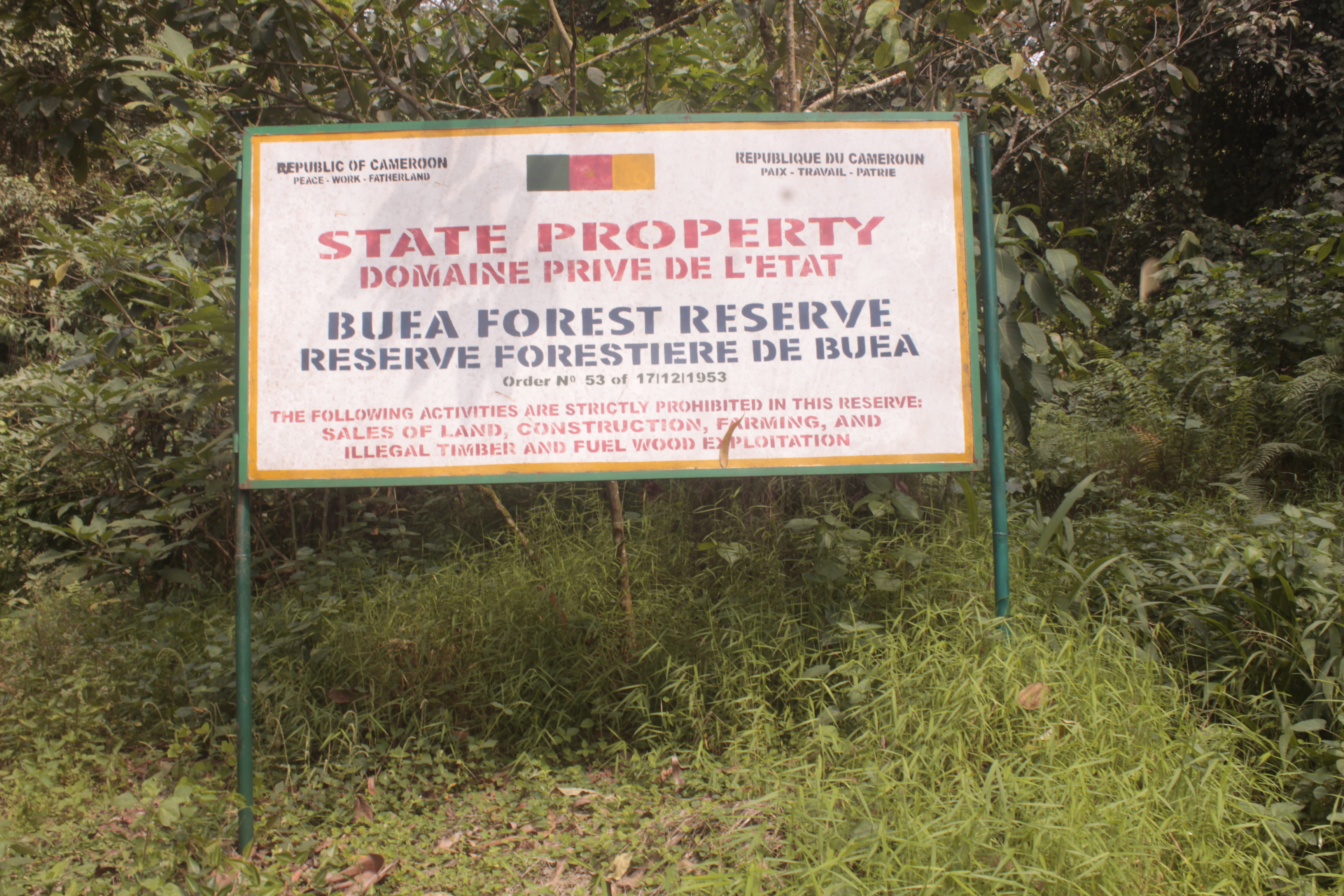
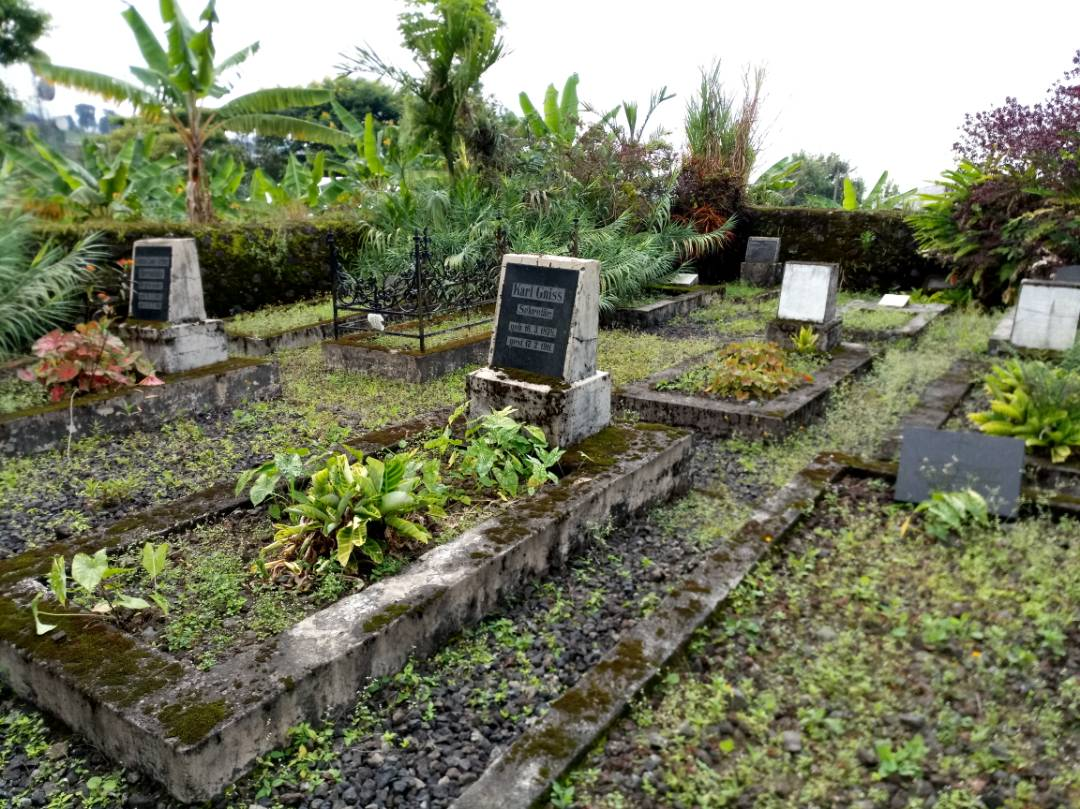
Anciennes tombes allemandes à Buea
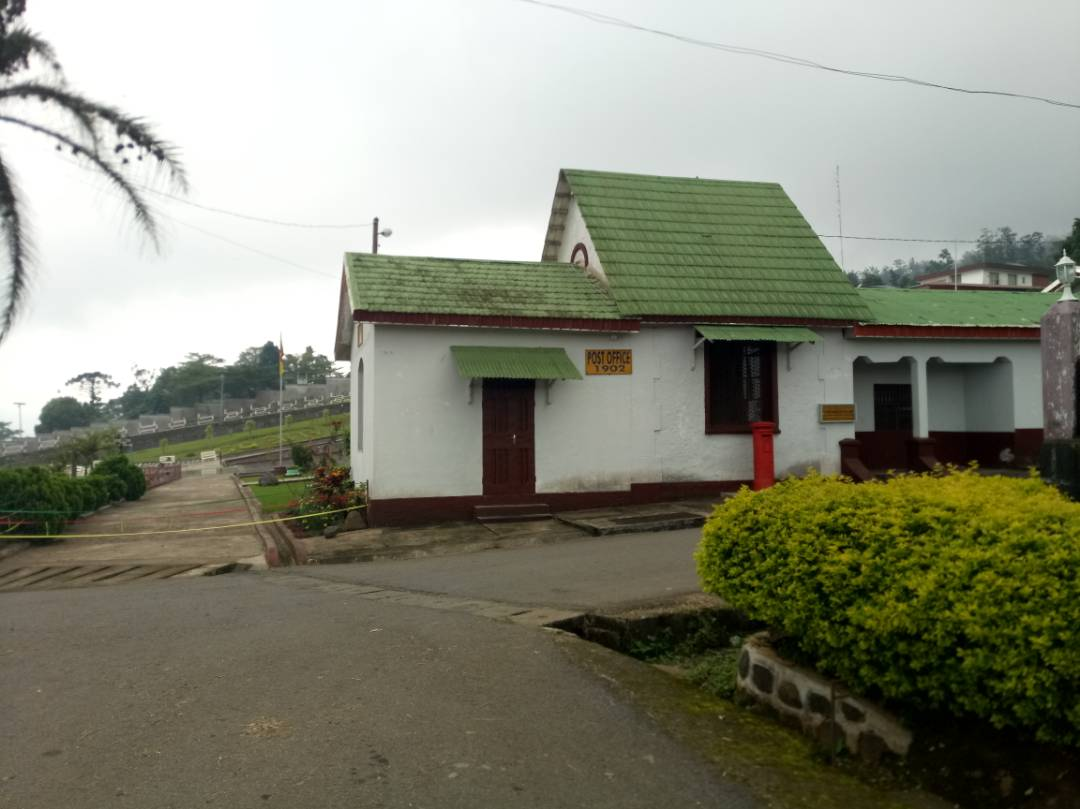
Ancien bureau de poste allemand
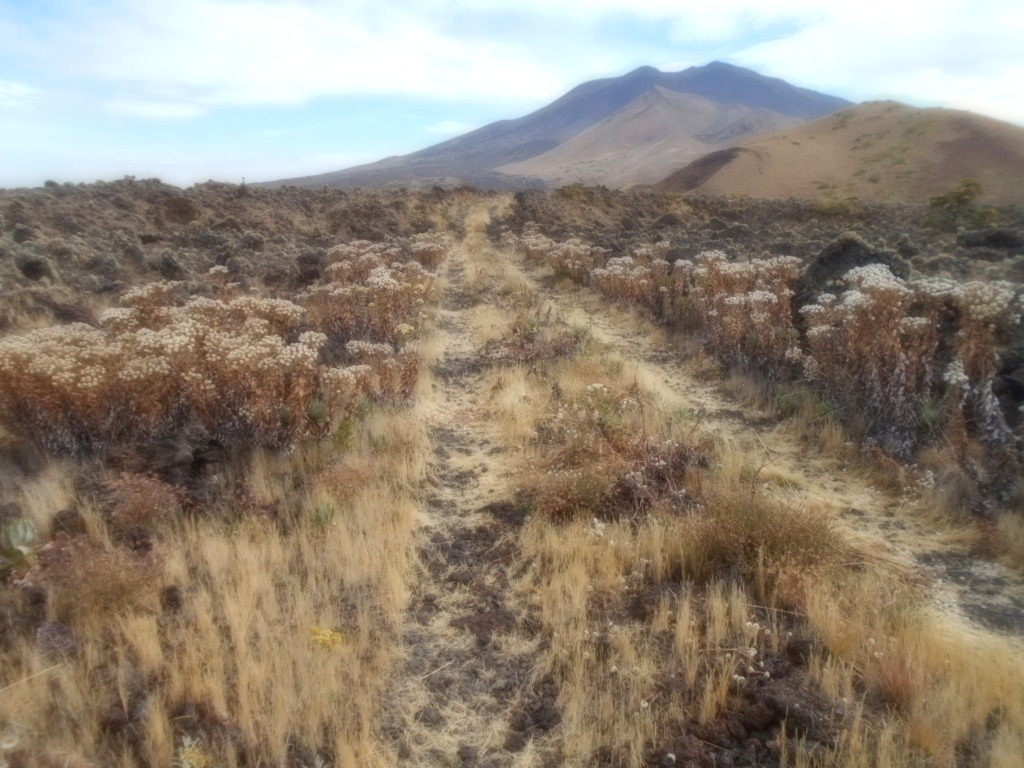
Mont Cameroun
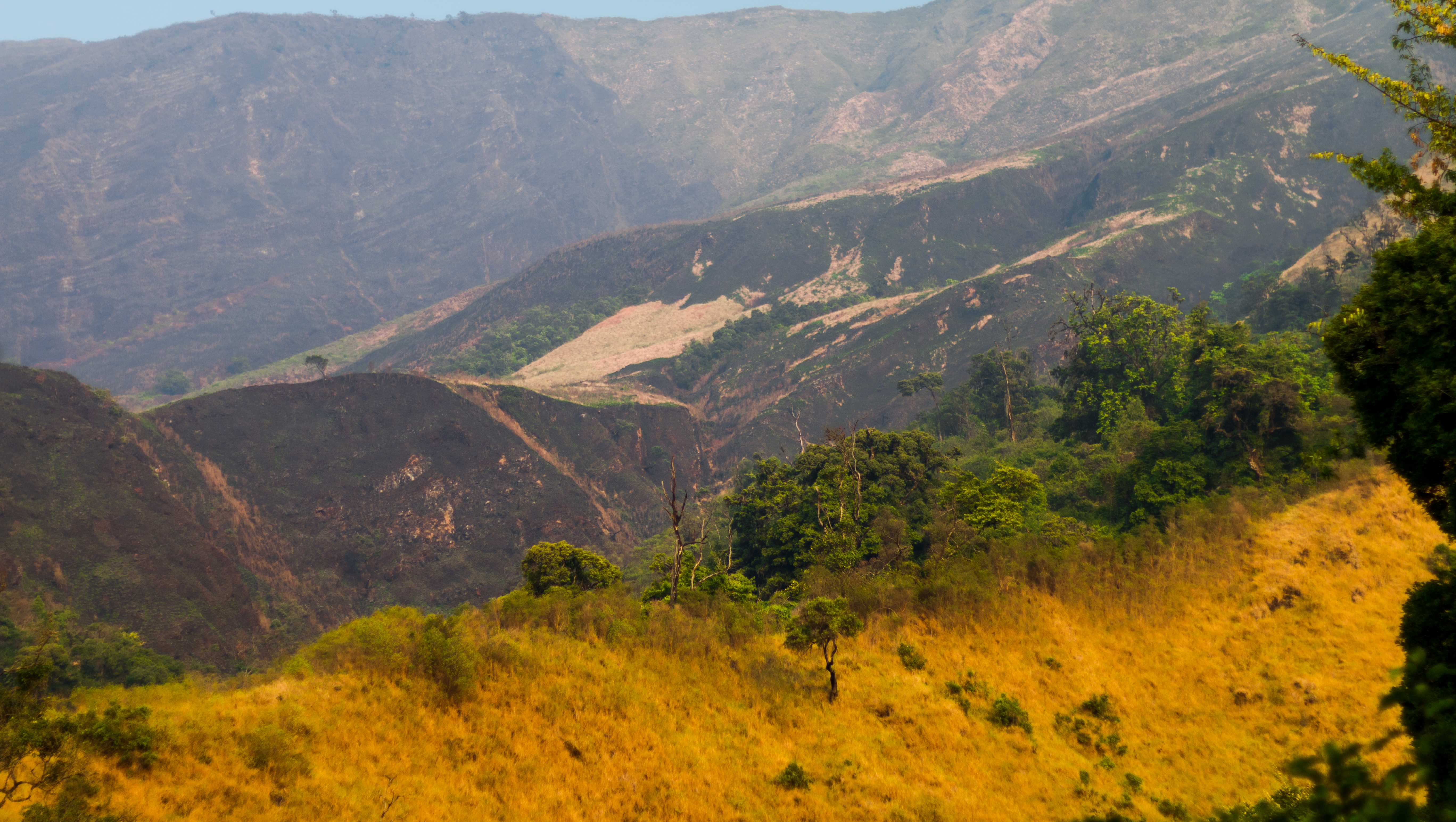
Paysage aux environs de Buéa.